# Chelsea (gruppo musicale britannico)
I Chelsea sono un gruppo musicale britannico di genere punk rock nato nel 1976, a cavallo tra la prima e la seconda ondata punk.

## Storia
La formazione originale era composta da Gene October, William Broad conosciuto poi come Billy Idol, Tony James e John Towe. Dopo pochi concerti rimase il solo October, gli altri 3 componenti andarono a formare i Generation X. Furono sostituiti da Carey Fortune (batteria), Martin Stacy (chitarra) e Bob Jessie (basso), gli ultimi due anch'essi sostituiti in breve tempo da Henry Daze (Henry Badowski) e James Stevenson.
La band è tuttora in attività, capitanata dal cantante Gene October. Alcuni dei brani che l'hanno resa famosa nel corso degli anni all'interno del movimento punk sono: Right to Work (inserita tra i migliori 100 singoli punk dal mensile Mojo), Urban Kids, Evacuate.

## Discografia

### Album studio
- Chelsea (Luglio 1979: Step Forward, SFLP 2)
- Alternative Hits (novembre 1980, SFLP 5) pubblicata negli Stati Uniti come No Escape
- Evacuate (April 1982: Step Forward, SFLP 7)
- Original Sinners (Agosto 1985: Communiqué, LARGE 1)
- Rocks Off (Novembre 1986: Jungle, FREUD 14)
- Underwraps (Giugno 1989: I.R.S., EIRSA/+C/CD 1011)
- The Alternative (Aprile 1993: Alter Ego, ALTGOCD 002)
- Traitors Gate (Agosto 1994: Weser, WL 2480-2)
- Faster, Cheaper and Better Looking (2005)
- Saturday Night Sunday Morning (2015, Westworld)

### Album dal vivo
- 1978 - Live at the Music Machine
- 1981 - Norwich UK
- 1983 - Live and Well
- 2005 - Live & Loud

### Raccolte
- 1981 - I.R.S. Greatest Hits Vols. 2 & 3
- 1997 - Fools and Soldiers
- 2000 - Punk Rock Rarities
- 2000 - The Punk Singles Collection 1977-82
- 2001 - BBC Punk Sessions
- 2005 - Urban Kids: A Punk Rock Anthology